# Alannah Yip
Alannah Yip (née le 26 octobre 1993) est une grimpeuse canadienne spécialisée dans l'escalade de compétition. Elle a été championne nationale dans sa catégorie d'âge lorsqu'elle avait douze ans. Elle a remporté une médaille d'or aux Championnats panaméricains d'escalade 2020 à Los Angeles, ce qui l'a qualifiée pour les Jeux Olympiques d'été 2020 à Tokyo,.

## Biographie
Elle remporte la médaille d'or en combiné aux Championnats panaméricains d'escalade 2020 à Los Angeles et se qualifie pour les Jeux olympiques de Tokyo.
Alannah Yip a décroché son billet pour les débuts olympiques de l'escalade à Tokyo 2020 en remportant brillamment l'épreuve combinée lors des Championnats panaméricains 2020 à Los Angeles. À Tokyo, elle a marqué l'histoire en établissant un nouveau record canadien avec un temps de 7,99 secondes lors de l'épreuve d'escalade de vitesse, la positionnant au 14e rang dans le classement général de l'épreuve combinée.

## Palmarès

### Championnats panaméricains
- 2020 à Los Angeles,  États-Unis
  -  Médaille d'or en combiné